# Brnjaci
Brnjaci är en ort i Bosnien och Hercegovina.   Den ligger i entiteten Federationen Bosnien och Hercegovina, i den centrala delen av landet, 20 km väster om huvudstaden Sarajevo. Brnjaci ligger 492 meter över havet och antalet invånare är 1 119.
Terrängen runt Brnjaci är huvudsakligen lite kuperad. Brnjaci ligger nere i en dal.Runt Brnjaci är det ganska tätbefolkat, med 93 invånare per kvadratkilometer.. Närmaste större samhälle är Sarajevo, 19,8 km öster om Brnjaci. 
I omgivningarna runt Brnjaci växer i huvudsak lövfällande lövskog.